# إيدي غوز
إيدي غوز هي قرية في مقاطعة ميانة، إيران. عدد سكان هذه القرية هو 157 في سنة 2006.